# Кабанбай (Маканчинский район)
Кабанбай (каз. Қабанбай, до 1992 г. — Жарбулак) — село в Маканчинском районе Абайской области Казахстана. Административный центр и единственный населённый пункт Кабанбайского сельского округа. Код КАТО — 636453100.
Расположено в 93 км к югу от районного центра, села Маканчи, недалеко от восточного побережья озера Алаколь при впадении в него реки Тасты. В 1997 году на основе совхоза были созданы крестьянские хозяйства «Жарбулак», «Актума», «Кожаш», «Шынкожа», специализирующиеся на разведении овец. На востоке от села Кабанбай расположен курорт Барлыкарасан.

## Население
В 1999 году население села составляло 4459 человек (2351 мужчина и 2108 женщин). По данным переписи 2009 года, в селе проживало 4396 человек (2227 мужчин и 2169 женщин).